# JIGHEAD
JIGHEAD（ジグヘッド）は、1995年に結成された日本のロックバンド。

## 概要・来歴
元THE POGOの小河原良太が中心となり、RYOTA BANDを経て1995年に結成、同年『JIG HEAD』をリリース。1996年、ベースレスのスリーピースバンドとなりその体制での初の音源である『Get a Monster』をカセットテープで発売し即完売。その後も自身のレーベルであるLUNKER KILLER RECORDSから音源を発表し、数年でライブハウスでの人気を不動のものとする。1998年7月14日、thee michelle gun elephantの推薦でリキッドルーム記念イベントに出演。1998年9月にはタイガーホールレーベルから『thee michelle gun elephant vs JIGHEAD』7"EPを発売し、即完売。1999年にはP-VINE RECORDSからアルバムデビュー。1999年10月17日、赤坂ブリッツでボブログ三世・ゆらゆら帝国らと共演、圧巻のステージで洋楽ファンにまでその名を知らしめた。翌2000年、thee michelle gun elephantの強い要望からTRIPPIN' ELEPHANT RECORDS（販売：日本コロムビア/ユニバーサル・ミュージック）に移籍し、同レコード会社からアルバムを3枚発表。2003年07月18日新宿LOFTにてJIGHEADイベント「PSYCHO JUSTICE」が行われ、thee michelle gun elephant、KENZI&THE TRIPSの盟友に加え、初ライブとなった東京事変がシークレットゲストとして出演、2012年には桃井はること共演するなどミュージシャンからの人気も高いことが証明されている。
前述以外にもBRAHMANのTOSHI-LOW（友人の結婚披露宴でTHE POGOの「プラネタリウム」を歌ったことも有名）やThe ピーズの大木温之、元BOØWYの高橋まこと、KENZIなど彼らを絶賛するミュージシャン（LOFT発行『Rooftop』参照）は多く、音楽雑誌ライター（行川和彦『CDジャーナル』など）からはミュージシャンズ・ミュージシャンと称されている。
2013年新作『JIGHEAD PLUS』を発表。ベーシストをゲストに迎え、彼らにしてみれば特殊な音源に仕上がっている。

## ディスコグラフィ

### シングル
1. セキセイインコ （2001年5月2日）
2. 赤いテレキャスター （2004年6月18日）

### アルバム
1. Lunker Killer Recordings 25SONGS&RARE! （1999年9月25日）
  - LUNKER KILLER RECORDS時代の編集盤
2. 奥多摩ブルース （1999年11月10日）
3. BACK RUSH （2000年5月20日）
4. JIG"MOJO"HEAD （2001年8月18日）
5. PYCHO JUSTICE （2003年6月18日）
6. No claim No return （2005年5月20日）
7. いつだってクライマックス (2011年6月20日)
8. JIGHEAD PLUS (2013年11月20日)

### ミニ・アルバム
1. JIG HEAD(1995年)
2. TOP WATER PLUGGER（1998年11月）

### スプリット
1. thee michelle gun elephant vs JIGHEAD (1998年9月）
  - 限定3000枚の7"EP